# Klatt Aurél
Klatt Aurél (Pozsony, 1913. április 2. – 1971. május 16.) pozsonyi, majd nagykanizsai zongoratanár, cserkész.

## Élete
Nagyapja Klatt Virgil (1850-1935) matematikus, kísérleti fizikus, főreáliskolai tanár. Apja Klatt Kornél, anyja Kosinszky Gizella volt. Bátyja ifj. Klatt Kornél (1910) volt.
A pozsonyi Sendlein János tanítványa. A Prágai Német Zeneművészeti Főiskolán végezte tanulmányait, majd a pozsonyi magyar közélet tagja, mint zongorista. A pozsonyi Toldy Kör szinigárdájának tagja, majd főpénztárosa is volt. A pozsonyi Magyar Bál egyik szervezője (1938).
Pozsonyból tudósított zenei eseményekről többek között a Naplóba (1933).
A pozsonyi magyar cserkészeknél (Kiskárpátok) Sendlein parancsnok mellett parancsnokhelyettes volt. Az első bécsi döntés után, 1939 áprilisában a Szlovákiában maradt magyar cserkészcsapatokból Aixinger Lászlóval megalakítják a Szlovákiai Magyar Cserkészszövetséget. 
A második világháború végén feleségével átszöktek Magyarországra, Budapesten előbb éjjeli portás lett. Egy évet mezőgazdasági munkával Agárd mellett töltöttek. 1947 szeptemberétől a nagykanizsai zeneiskola zongoratanára lett. Mint zongoraművész különösen sok fellépést vállalt az 1950-es években.
Tagja volt a Tudományos Ismeretterjesztő Társulatnak. Zenebarátok Klubját szervezett. Rendszeresen írt a megyei lapba évfordulós megemlékezést, összefoglalót, illetve helyi zenekritikákat is. Tagja volt a megyei népművelési tanácsadó zenei szakbizottságának.
A nagykanizsai temetőben nyugszik.

## Művei
- Mindenkit érdekel. Turista 14/9, 17. (1968. szeptember 1.)